# Dan Brault
Pour les articles homonymes, voir Brault.
Dan Brault, né en 1979 à Montréal, est un peintre québécois. Il vit et travaille à Québec.

## Biographie
Il détient un baccalauréat en arts visuels (majeure en peinture et dessin) de l'Université Concordia et une maîtrise en arts visuels de l'Université Laval. Il participe à plusieurs expositions individuelles et collectives au Québec, au Canada et à l'international. 
En 2014, il est sélectionné pour le livre: 100 Painters of Tomorrow publié à Londres par Thames & Hudson.
Il est représenté par la galerie Isabelle Gounod de Paris, la Galerie 3 de Québec et la galerie Laroche-Joncas de Montréal.

## Expositions (sélection)

### Individuelles
- 2008 : « Vocabularium », Peak Gallery, Toronto, ON, Canada
- 2009 : 
  - « TKO », Centre des arts actuels SKOL, Montréal, QC, Canada[3]
  - Dan Brault. Diaphonie, Maison de la culture de Gatineau, Gatineau, QC, Canada
- 2010 : A luscious mind, Peak Gallery, Toronto, ON, Canada
- 2012 : « Toi et moi », L’Œil de Poisson, Québec, QC, Canada
- 2014 : 
  - 100 painters of Tomorrow, Galerie Beers Contemporary, New York, États-Unis
  - Do Norte ao Norte, Musée d'art de Bélem, Brésil
- 2015 : 
  - « Buffet Campagnard », Galerie 3, Montréal, QC, Canada
  - « À vol d'ours », Galerie Laroche-Joncas, Montréal, QC, Canada
- 2018 : Dan Brault : atomic love, Two Rivers Gallery, Prince George, Colombie-Britannique, Canada[4]
- 2019 : 
  - Dan Brault, Galerie Isabelle Gounod, Paris[5]
  - Poèmes de mon pays, Galerie 3, Québec, QC, Canada[6]
- 2021 : Mon potager, exposition virtuelle et en galerie, Galerie 3, Québec, QC, Canada[7],[8]
- 2024 : Supercherie, Galerie Chiguer art contemporain , Québec, QC, Canada[9]

### Collectives
- 2010 : « Accident – le OFF », « Catastrophe ? quelle catastrophe ! », Manif d’art 5 - Biennale de Québec, Québec, QC, Canada[10]
- 2011 : « Plot of a biennial », 10th edition of the Sharjah Art Biennial, Sharjah, UAE Commissaires: Suzanne Cotter, Rasha Salti & Haig Aivazian
- 2012 : « Candide / Candido », Festival Cultural de Mayo, Guadalajara, Mexique[11]
- 2014 : « Do Norte Ao Norte », Musée de Belém, Brésil[12]
- 2015 : « Mise en Chantier », Galerie 3, Québec, QC, Canada[13]
- 2017 : « L’art de la joie », Grand théâtre de Québec, Manif d’art 8 – Biennale de Québec, Québec, Canada Commissaires: Alexia Fabre et Anne-Sophie Blanchette[14]
- 2020 : « Les analogues », Galerie Isabelle Gounod, Paris, France[15]
- 2021 : « Abstrus / Abstruse », Galerie Laroche-Joncas, Montréal,  Canada
- 2023 : Nous, Musée national des beaux-arts du Québec[16]

## Musées et collections
- Collection BMO, Toronto
- Collection Caisses Desjardins
- Collection Loto-Québec
- Musée des beaux-arts de Montréal[17]
- Musée d'art contemporain de Baie-Saint-Paul
- Musée national des beaux-arts du Québec[18]

## Prix et distinctions
Il a reçu de nombreuses bourses du Conseil des arts du Canada, du Conseil des arts et des lettres du Québec ainsi qu’une bourse Première ovation.
2019: Prix Videre création en arts visuels, Manif d'art